# Richtersia pilosa
Richtersia pilosa är en rundmaskart. Richtersia pilosa ingår i släktet Richtersia och familjen Richtersiidae. Inga underarter finns listade i Catalogue of Life.